# Francis Charles Fraser
Francis Charles Fraser FRS-tag (1903. június 16. – 1978. október 21.) brit zoológus, a cetek kutatásának egyik vezéralakja. Zoológiai szakmunkákban nevének rövidítése: „Fraser”.

## Élete és munkássága
Fraser 1933 és 1969 között a londoni Természettudományi Múzeum (Natural History Museum) dolgozója volt. 1966-ban megválasztották a Royal Society tagjának.
A Fraser-delfint (Lagenodelphis hosei) az ő tiszteletére nevezték el.

## Francis Charles Fraser által alkotott és/vagy megnevezett taxonok
Azok a taxon nevek, amelyek nincsenek belinkelve, manapság csak szinonimák (az alábbi lista talán nem teljes):
- Cephalorhynchinae Fraser & Purves, 1960 - delfinfélék
- Lissodelphinae Fraser & Purves, 1960
- Orcinae Fraser & Purves, 1960
- Stenidae Fraser & Purves, 1960 - delfinfélék
- Lagenodelphis Fraser, 1956
- Fraser-delfin (Lagenodelphis hosei) Fraser, 1956

### Fordítás
- Ez a szócikk részben vagy egészben  a   Francis Charles Fraser című angol Wikipédia-szócikk ezen változatának fordításán alapul.  Az eredeti cikk szerkesztőit annak laptörténete sorolja fel. Ez a jelzés csupán a megfogalmazás eredetét és a szerzői jogokat jelzi, nem szolgál a cikkben szereplő információk forrásmegjelöléseként.